# Tomáš Janda
Tomáš Janda (* 27. června 1973) je bývalý český fotbalista, útočník.

## Fotbalová kariéra
Hrál za FK Dukla Praha, FC Slušovice, FC Svit Zlín, FC Petra Drnovice, FK Teplice, SK Dynamo České Budějovice, korejský FC Seoul (tehdy Anyang LG Cheetahs), FK Chmel Blšany,1. FC Košice a FK Vchynice. V české lize nastoupil ke 126 utkáním a dal 26 gólů. Typický hrotový útočník, hlavičkář, dokázal dát gól z nejnemožnějších pozic, ale i šanci zahodit.

## Ligová bilance
| Ročník                               | Zápasy | Góly | Klub                       |
| ------------------------------------ | ------ | ---- | -------------------------- |
| 1. česká fotbalová liga 1993/94      | 8      | 0    | FK Dukla Praha             |
| 1. česká fotbalová liga 1995/96      | 14     | 3    | Svit Zlín                  |
| 1. česká fotbalová liga 1996/97      | 6      | 0    | FC Petra Drnovice          |
| 1. česká fotbalová liga 1996/97      | 8      | 2    | FK Teplice                 |
| Gambrinus liga 1997/98               | 25     | 1    | FK Teplice                 |
| Gambrinus liga 1999/00               | 29     | 11   | SK Dynamo České Budějovice |
| Gambrinus liga 2000/01               | 15     | 6    | SK Dynamo České Budějovice |
| K League Classic 2001                | 0      | 0    | FC Seoul                   |
| Gambrinus liga 2001/02               | 6      | 1    | FK Chmel Blšany            |
| Gambrinus liga 2002/03               | 15     | 2    | Tescoma Zlín               |
| 1. slovenská fotbalová liga 2002/03  | 3      | 0    | 1. FC Košice               |
| III. třída dospělých sk. "A" 2013/14 | 7      | 14   | FK Vchynice                |
| CELKEM                               | 137    | 40   |                            |